# Chongqing Jiangbei International Airport
Chongqing Jiangbei International Airport er en lufthavn, der ligger 25 km fra Chongqing i den centrale del af Kina.
Lufthavn betjener ca. 6 mio. passagerer om året.

## Flyselskaber og distinationer
- Airlines and Destinations
- Air China (Bangkok-Suvarnabhumi, Beijing, Changsha, Chengdu, Guangzhou, Guilin, Hangzhou, Hefei, Hong Kong, Kunming, Lanzhou, *Lhasa, Nagoya-Centrair, Nanchang, Nanjing, Qingdao, Sanya, Shanghai-Pudong, Shenzhen, Taiyuan, Zhengzhou)
- Asiana Airlines (Seoul-Incheon)
- Cathay Pacific
- Dragonair (Hong Kong)
- China Eastern Airlines (Hefei, Jinjiang, Kunming, Nanjing, Shanghai-Pudong, Shijiazhuang, Taiyuan, Wenzhou, Wuhan, Wuxi, Xi'an)
- China Southern Airlines (Chengdu, Dalian, Guangzhou, Guilin, Guiyang, Kunming, Lhasa, Nanning, Sanya, Shenyang, Shenzhen, Urumqi, *Wuhan, Yiwu, Zhengzhou)
- Chongqing Airlines (Shanghai-Pudong)
- Deer Air (Guangzhou)
- Hainan Airlines (Beijing, Changsha, Guang Yuan, Guangzhou, Haikou, Lanzhou, Nanning, Shenzhen, Xi'an, Zhengzhou)
- Hong Kong Express Airways(Hong Kong)
- MAS-Be Airlines (Kuala Lumpur) Charter
- Philippine Airlines (Manila)[1] [From March18, 2008]
- Shandong Airlines (Jinan, Kunming, Qingdao)
- Shanghai Airlines (Shanghai-Pudong)
- Shenzhen Airlines (Shenzhen)
- Sichuan Airlines (Beijing, Changsha, Chengdu, Guangzhou, Guiyang, Haikou, Hangzhou, Hong Kong, Jinan, Kunming, Lijiang City, *Nanjing, Pan Zhi Hua, Sanya, Shanghai-Pudong, Shenzhen, Tianjin, Wenzhou, Wuhan, Yichang)
- Singapore Airlines
- SilkAir (Singapore)
- Xiamen Airlines (Changsha, Guilin, Hangzhou, Nanchang)

| Luftfart | Spire Denne artikel om flyvning er en spire som bør udbygges. Du er velkommen til at hjælpe Wikipedia ved at udvide den. |

29°43′09″N 106°38′30″Ø / 29.7192°N 106.6417°Ø